# Per Joar Hansen
Per Joar Hansen, född 17 augusti 1965, är en norsk före detta fotbollsspelare och senare fotbollstränare.
Den 2 september 2021 blev Hansen anställd som huvudtränare för Östersunds FK i Allsvenskan. Den 25 november 2021 meddelade Östersunds FK att Hansen skulle lämna klubben i samband med att hans kontrakt gick ut vid årsskiftet.